# Argyre (catépan)
Pour les articles homonymes, voir Argyre.
Argyre (vers 1000-1068) est un noble lombard et un général byzantin. Il est le fils de Melo et est originaire de Bari, capitale de du catépanat d'Italie, la province byzantine de l'Italie du sud.

## Biographie
Son père, Melo, se rebelle contre l'Empire et tente de se tailler une principauté indépendante. Toutefois, il est vaincu à la bataille de Cannes et son fils, Argyre, ainsi que sa femme, sont capturés et envoyés à Constantinople comme prisonniers. Argyre est libéré en 1038 et retourne en Apulie, alors que les Byzantins s'apprêtent à lancer une tentative de reconquête de la Sicile. En 1039, le général Georges Maniakès renvoie sur le continent ses contingents normands et varangienne, après être parvenu à établir une éphémère tête de pont sur l'île.
En 1040, les Lombards se révoltent à nouveau avec l'aide des mercenaires normands, de plus en plus nombreux. Ils tuent le catépan Nicéphore Dokeianos et, en mars, remportent une première victoire lors de la bataille d'Olivento, contre Michel Dokeianos, le nouveau gouverneur. Ils récidivent le 3 septembre 1041 et s'emparent d'Exauguste Boioannès, qui a remplacé Michel. Bientôt, la principauté lombarde de Melfi se joint à la rébellion. Cependant, en février 1042, le chef de celle-ci, Atenulf, fait défection et rejoint le camp des Byzantins. C'est alors Argyre qui est désigné pour le remplacer. Il remporte d'abord quelques succès mais décide lui aussi de passer du côté des Byzantins. Il semblerait qu'il ait été corrompu par ces derniers, sur ordre de l'empereur Constantin IX. Celui-ci lui a probablement écrit des lettres où il lui offre notamment le titre de catépan d'Italie. L'une de ses premières actions est de tenter d'empêcher Georges Maniakès, gouverneur de l'Italie byzantine qui s'est rebellé contre Constantin, de prendre la mer et de rejoindre la péninsule balkanique. Toutefois, ni lui ni Basile Théodorokanos qui doit contrôler la mer Adriatique ne parviennent à l'arrêter.
Une fois la paix revenue en Italie byzantine, Argyre se rend à Constantinople et reçoit le titre de duc d'Italie, de Calabre, de Sicile et de Paphlagonie. Il incite l'empereur à former une alliance avec la papauté pour contrer la menace grandissante des Normands, qui ont commencé à constituer des seigneuries rivales des Byzantins. En 1053, les forces combinées du pape, des Byzantins et du Saint-Empire romain germanique doivent se coordonner pour vaincre les Normands à la bataille de Civitate. Seulement, Argyre ne rejoint pas à temps l'armée papale qui est vaincue. Le pape Léon IX lui-même est fait prisonnier et l'alliance éclate aussitôt.
La défaite de Civitate a un impact considérable pour l'avenir de l'Italie byzantine, de plus en plus acculée par les Normands. Néanmoins, Argyre en reste le gouverneur jusqu'en 1058. Par la suite, nous ignorons ce qu'il est advenu de lui, à part qu'il meurt en 1068 à Bari, Vieste ou Atella. Peu avant sa mort, il fait don à l'abbaye de Farfa d'un riche ornement en soie.